# Wellige Wurzellorchel
Die Wellige Wurzellorchel (Rhizina undulata, Syn.: Rhizina inflata) ist die einzige Art ihrer Gattung. Der Schlauchpilz aus der Familie der Wurzellorchelverwandten (Rhizinaceae) wächst auf Brandstellen, befällt die Wurzelbereiche von Nadelgehölzen und erzeugt dort eine Holzfäule.

## Merkmale

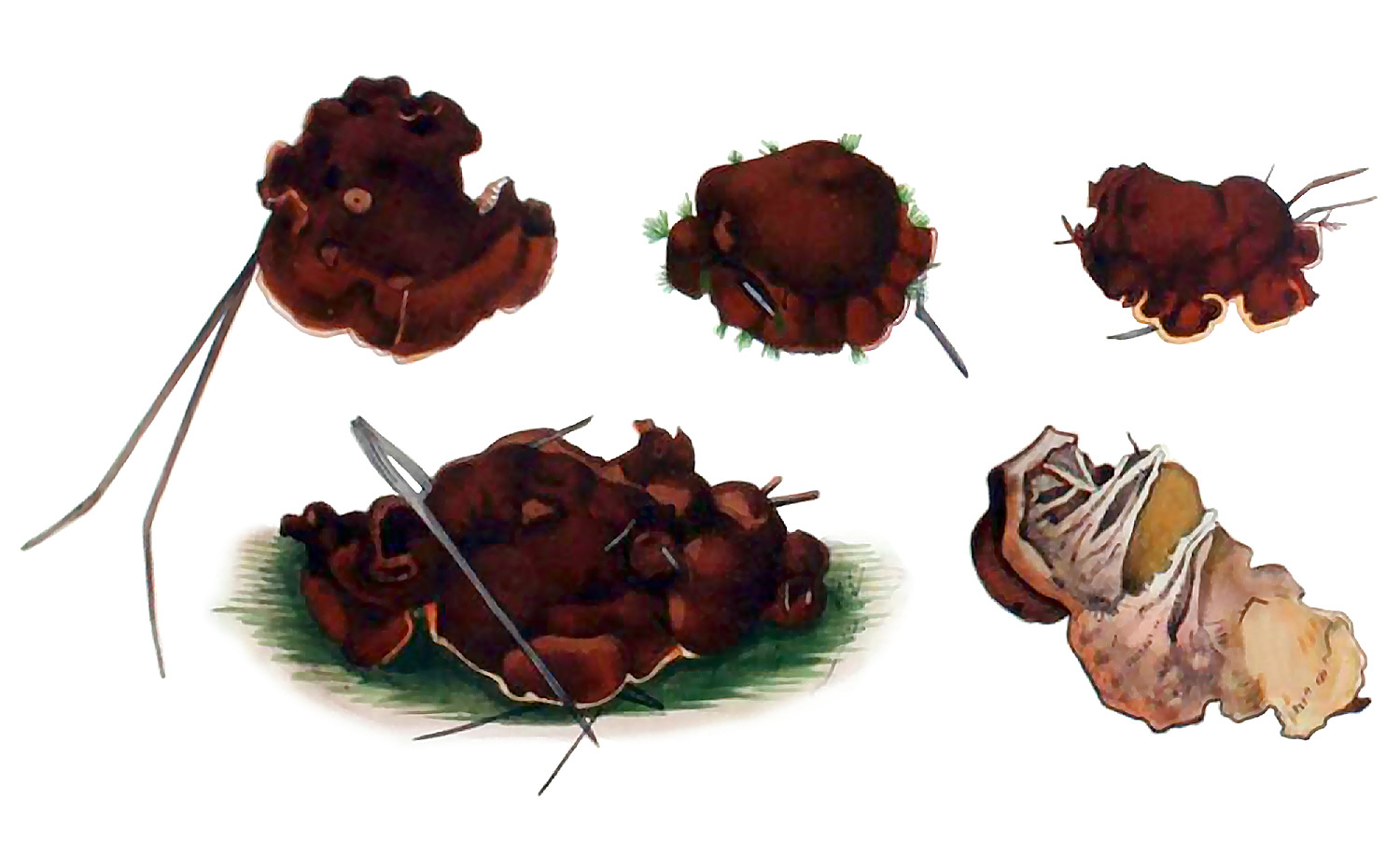
Fruchtkörper der Welligen Wurzellorchel aus Jan Kops Tafelwerk "Foto Batava 24"

### Makroskopische Merkmale
Die flach am Substrat aufliegenden, unregelmäßig polsterförmigen und höckerig-welligen Fruchtkörper erreichen eine Breite von bis zu 12 cm und eine Höhe von etwa 5 cm. Sie sind ungestielt, innen hohl und unten offen. Die sporenbildende Fruchtschicht auf der Oberseite ist kastanien- bis schwarzbraun gefärbt, im Wachstum begriffene Fruchtkörper haben eine weißliche bis gelbliche Zuwachskante. Das Sporenpulver ist weiß. An der weißlich-blassgelben, später bräunlichen Unterseite ziehen sich 1–2 mm dicke wurzelartige Mycelstränge zum Erdboden. Die Konsistenz des Fleischs ist anfangs brüchig, später zäh-lederig. Geruch und Geschmack sind unspezifisch.

### Mikroskopische Merkmale
Die zylindrischen Schläuche messen 310–400 × 13–18 μm. Darin wachsen die 25–33 µm langen und 8–9,5 μm breiten Sporen heran. Sie sind farblos, lang-elliptisch, an beiden Enden zugespitzt und im Inneren mit zwei Öltropfen gefüllt. Die feinpunktierte Oberfläche der Sporen ist jedoch nur bei einem angefärbten Präparat zu erkennen. Zwischen den Schläuchen befinden sich farblose, fadenförmige und leicht keulige Paraphysen, die durch braune Ausscheidungen miteinander verklebt sind. Jene Elemente sind zudem durch Querwände geteilt. Unseptierte und braunwandige Setae komplettieren den Aufbau der Fruchtschicht.

## Ökologie

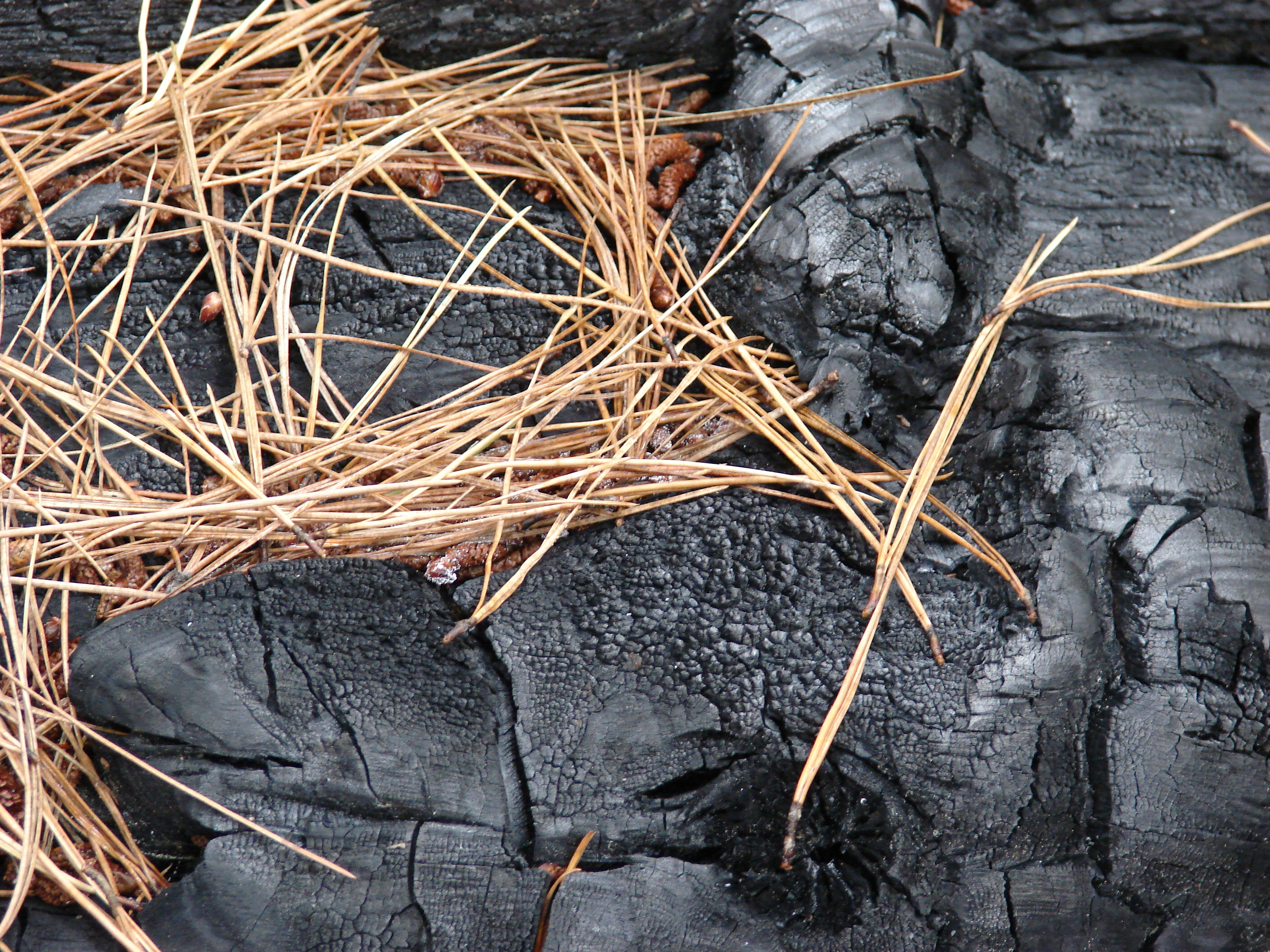
Auf Brandstellen findet die Wellige Wurzellorchel ideale Lebensbedingungen.

Die Wellige Wurzellorchel ist auf Brandplätze und Feuerstellen spezialisiert. Der Parasit wächst gerne im Wurzelbereich von Nadelhölzern und kommt auch auf Kahlschlägen sowie in jungen Fichtenbeständen vor. Als Wirte kommen vor allem Douglasie, Sitka-Fichte und Schwarz-Kiefer infrage, aber auch die Gemeine Fichte, Kanaren-Kiefer, Wald-Kiefer und Europäische Lärche zählen zum Substratspektrum.
Zunächst ruhen die Sporen im Boden. Erst eine kurzfristige Erhitzung im Boden auf eine Temperatur von 38–45 °C beendet die Keimruhe und es beginnt eine saprobiontische Entwicklung. Stößt das nur in sauren Böden sich ausbreitende Myzel auf die Wurzeln anfälliger Wirtspflanzen, infiziert es den Wurzelbereich und das Holz beginnt zu faulen. Die Inkubationszeit beträgt 1–2 Jahre. Zur Ausbildung der Fruchtkörper benötigt der Pilz die gleiche Zeitspanne.

## Verbreitung
Die Wellige Wurzellorchel ist eine weit verbreitete Pilzart, die in Amerika, Südafrika, Asien und Europa vorkommt. Die Datenbank der Pilzkartierung Online enthält etliche Datensätze aus Bayern und einen Nachweis aus Niedersachsen. Der Pilz dürfte bei geeignetem Habitat auch in den anderen deutschen Bundesländern zu finden sein. In Österreich wurde sie in allen Bundesländern außer Tirol und Wien gefunden.

## Bedeutung
Die Wellige Wurzellorchel befällt verschiedene Nadelbäume und verursacht im Wurzelholz eine Fäule, die im Verlauf zu einer Gelbfärbung der Nadeln und einer Stauchung neu gebildeter Triebe führt. Schließlich sterben die geschädigten Bäume ab. Symptomatisch sind zudem kreisförmige Sterbelücken im Baumbestand, die sich mit der Zeit ausdehnen. Eindeutige Nachweise für einen Befall sind Fruchtkörper an der Peripherie der Befallsstellen sowie gelbliche Myzelstränge im Wurzelbereich der erkrankten Bäume.
Aufgrund der Bindung an Brandstellen ist die einfachste Maßnahme zur Prophylaxe, Feuerstellen strikt zu vermeiden. Bei einem Befall kann eine Ausbreitung des Myzels durch die Aushebung von Gräben verhindert werden. Dies führt allerdings nur im Anfangsstadium und bei kleineren Sterbelücken zum Erfolg.